# River Ayr Way

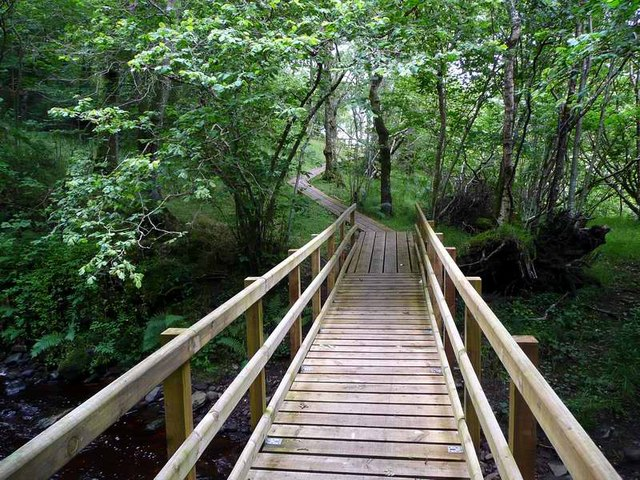

De River Ayr Way is een langeafstandswandelpad (Great Trail) langs de Ayr in Schotland. Het pad uit 2006 is 66 kilometer lang en loopt van Glenbuck Loch tot Ayr.